# 塞萊烏什鄉
46°23′00″N 21°43′00″E / 46.3833°N 21.7167°E
塞萊烏什鄉（羅馬尼亞語：Comuna Seleuș, Arad），是羅馬尼亞的鄉份，位於該國西部，由阿拉德縣負責管轄，面積61平方公里，海拔高度102米，2011年人口3,044，人口密度每平方公里52人。